# Narcòtic
Un narcòtic, soporífer o estupefaent és una substància medicinal que, per definició, provoca son o estupor i, en la majoria dels casos, inhibeix la transmissió de senyals nerviosos associats al dolor. El grup dels narcòtics comprèn gran varietat de drogues amb efectes psicoactius, encara que terapèuticament no s'usa per promoure canvis en l'humor, com els psicotròpics, sinó per altres propietats farmacològiques: analgèsia, anestèsia, efecte antitussigen, antidiarreic, etc.
Exemples de soporífers són: l'opi, el sulfonal i el cloral.